# Нейра, Мария
Мария П. Нейра (род. 1962, Ла-Фельгера, Астурия) — испанский врач, международный государственный служащий и дипломат, с 2005 года занимает должность директора Департамента общественного здравоохранения, окружающей среды и социальных детерминант здоровья Всемирной организации здравоохранения.

## Биография
Мария Нейра изучала медицину и хирургию в Университете Овьедо в Астурии, Испания. Она специализировалась на эндокринологии и метаболических заболеваниях в Университете Рене Декарта, получила степень магистра в области общественного здравоохранения и диплом в области нутрициологии в Университете Пьера и Марии Кюри. Нейра получила международный диплом по подготовке к чрезвычайным ситуациям и кризисному управлению, выданный Женевским университетом.
В начале своей карьеры Нейра была медицинским координатором Врачей без границ в лагерях беженцев в Сальвадоре и Гондурасе во время вооруженного конфликта и периода нестабильности. Она была заместителем министра здоровья и защиты прав потребителей в Испании с 2002 по 2005 годы. Она также занимала пост президента Испанского агентства по безопасности пищевых продуктов и питания. В течение пяти лет она была советником по общественному здравоохранению в Министерстве здравоохранения Мапуту и Мозамбика. Она была советником ООН по общественному здравоохранению и врачом Программы развития Организации Объединённых Наций в Кигали, Руанда.
Мария Нейра присоединилась к ВОЗ в 1993 году в качестве координатора Глобальной целевой группы по борьбе с холерой. В 1999 году она была директором Департамента контроля, профилактики и ликвидации. В 2005 году она была назначена директором Департамента общественного здравоохранения и окружающей среды ВОЗ.
В ноябре 2019 года Мария Нейра присоединилась к Консультативному совету высокого уровня специализированного журнала Lancet Countdown: Tracking Progress on Health and Climate Change.

## Награды
- Médaille de l’Ordre du Mérite National правительства Франции
- Премия испанской национальной стратегии в области питания
- Премия Mujer Extraordinaria от королевы Испании Летиции
- Член Королевской медицинской академии Астурии
- «Вдохновляющие женщины, работающие над защитой окружающей среды», Празднование Международного женского дня в Женеве, ЮНЕП (2016)[3]